# 불규칙 은하

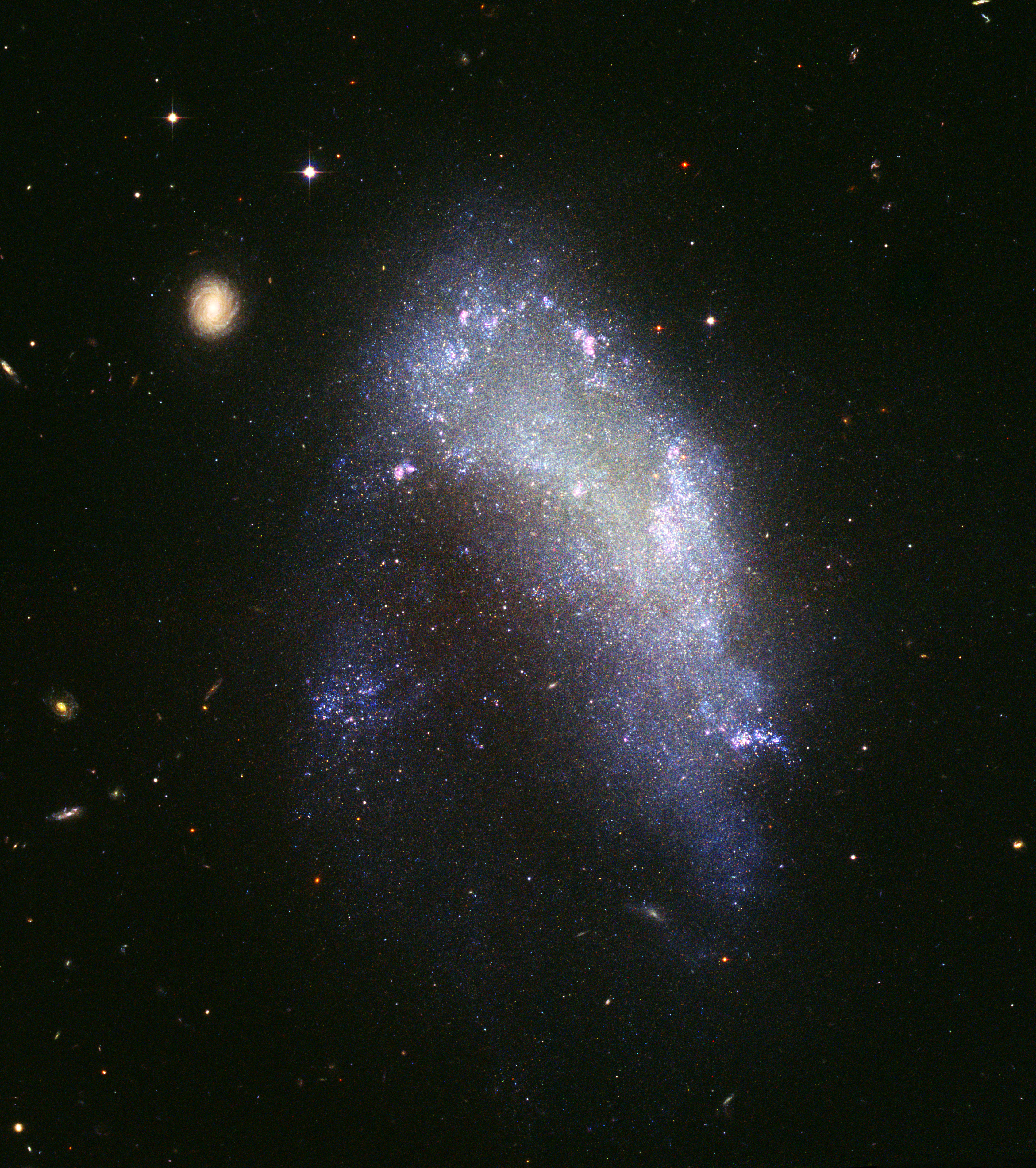
불규칙 은하의 예 중 하나인 NGC 1427A이다. 약 5,200만 광년 떨어져있다.

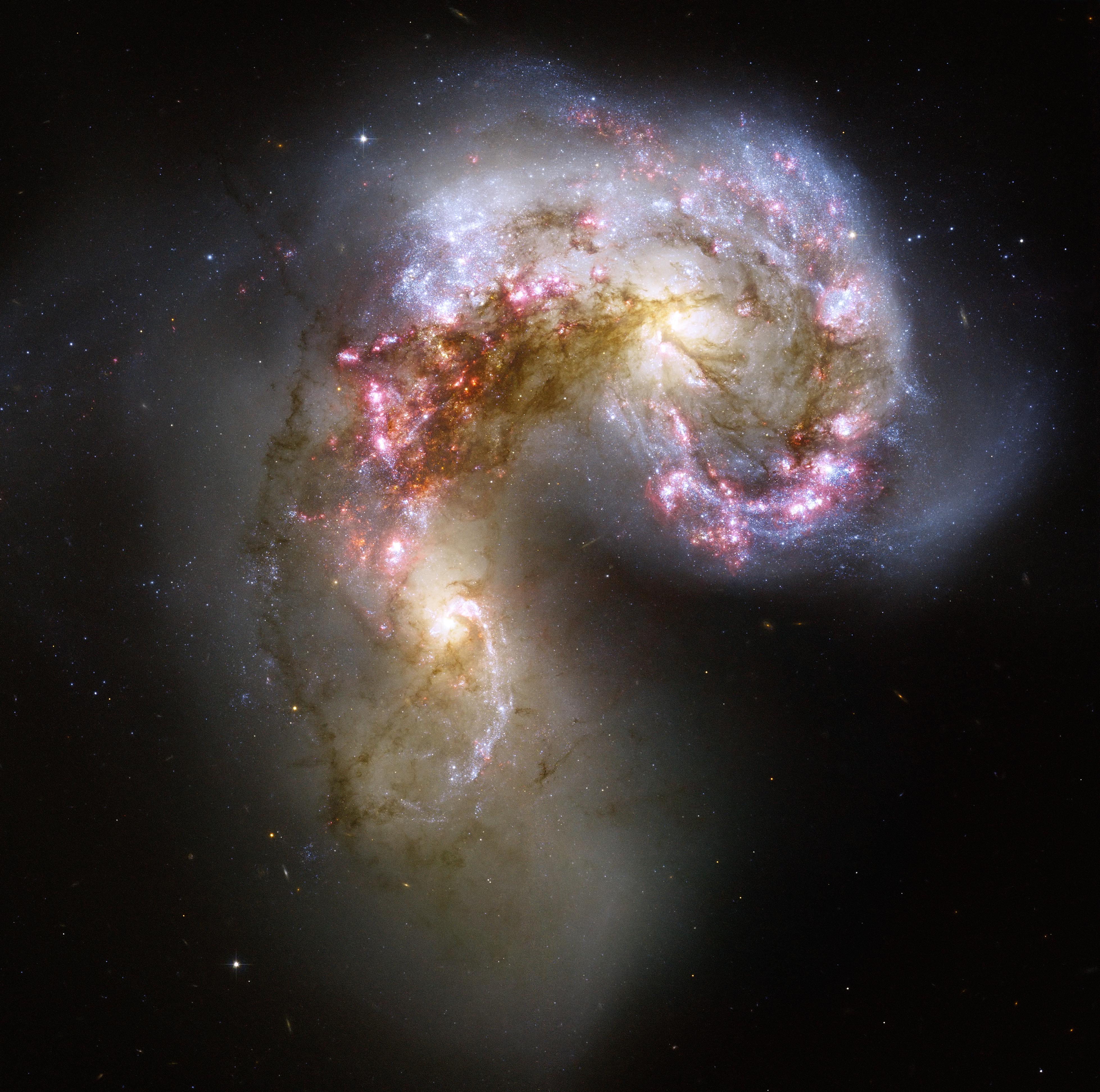
까마귀자리의 불규칙 은하이다. 더듬이 은하로 불린다.

불규칙 은하(不規則 銀河, 영어: irregular galaxy)는 나선 은하나 타원 은하와 달리 뚜렷한 특정 모양을 가지지 않는 은하이다. 불규칙 은하의 모양은 공통적이지 않다. 따라서 이들은 허블 순차의 어떠한 특정 유형에도 포함되지 않으며, 보통 외양은 중심의 팽대부와 나선팔 구조의 흔적도 없이 혼란스럽다. 종합적으로 이들은 모든 은하의 약 4분의 1을 차지하는 것으로 추정된다. 일부 불규칙 은하는 한때 나선 은하이나 타원 은하였지만 중력을 통한 장애로 인해 변형된 것이다. 불규칙 은하는 상당한 양의 가스와 먼지를 포함하고 있다. 실제로 이는 반드시 왜소 불규칙 은하인 것은 아니다.

## 유형
불규칙은하에 관한 유형으로는 크게 세가지가 있다.
- Irr-I형 은하(Irr I)는 일부 구조를 특징으로 하지만 허블 순차에 간단히 위치하는데 충분하지 못한 불규칙은하이다.
  - 나선구조를 가지는 하위유형은 Sm형 은하라고 불린다.
  - 나선구조가 없는 하위유형은 Im형 은하라고 불린다.

- Irr-II형 은하(Irr II)는 어떠한 구조적 특징도 보이지 않아 허블 순차에 놓일 수 없는 불규칙 은하다.
- dI-은하(dIrr)는 왜소불규칙은하(矮小不規則銀河, dwarf irregular galaxy)[7]이다.[8] 이 유형의 은하는 낮은 수준의 금속함량 및 상대적으로 많은 양의 가스를 보유하는 경향이 있고, 우주에 분포했던 초기 은하와 유사할 것으로 여겨지기 때문에 현재 은하의 전반적인 진화에 관한 이해에 중요한 역할을 할 것으로 추정되고 있다. 이들은 딥필드 은하탐사에 존재하는 것으로 알려져 있는 희미한 청색은하의 근방(더 최근)의 것에 해당한다.

일부 불규칙은하(특히 마젤란형)는 거대한 이웃 은하의 중력에 의해 파괴된 작은 나선은하이다.

## 마젤란 은하
마젤란 은하는 한때 불규칙은하로 분류되었다. 대마젤란 은하는 막대나선은하의 한 유형으로, 막대 마젤란형 나선은하인 SBm형으로 다시 분류되었다. 소마젤란 은하는 막대구조를 포함하고 있더라도 현재 은하의 형태 분류에서 Im형 불규칙은하로 계속해서 남아있다.

## 갤러리

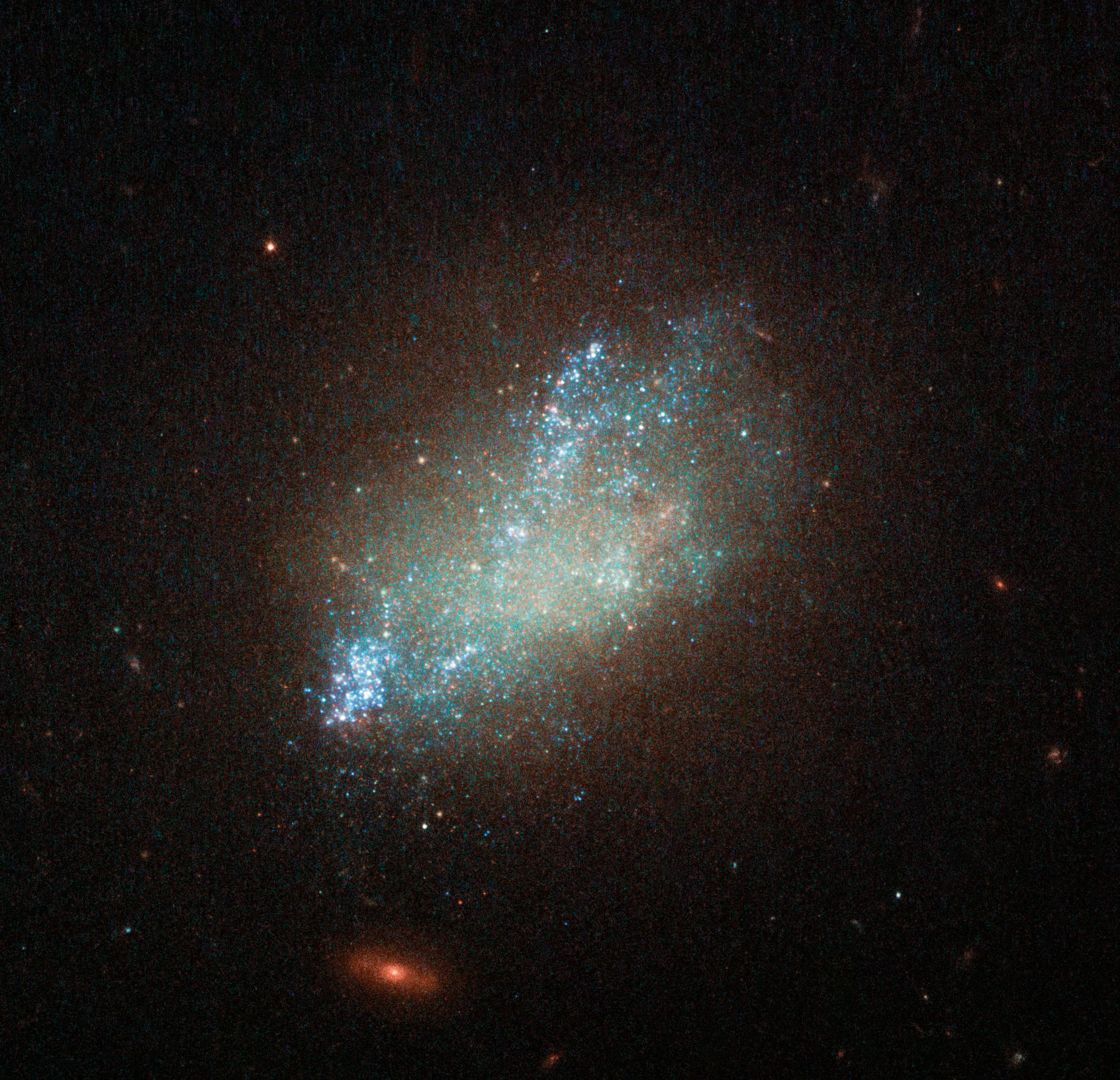
IC 559는 Sm형 은하로 분류되었다.
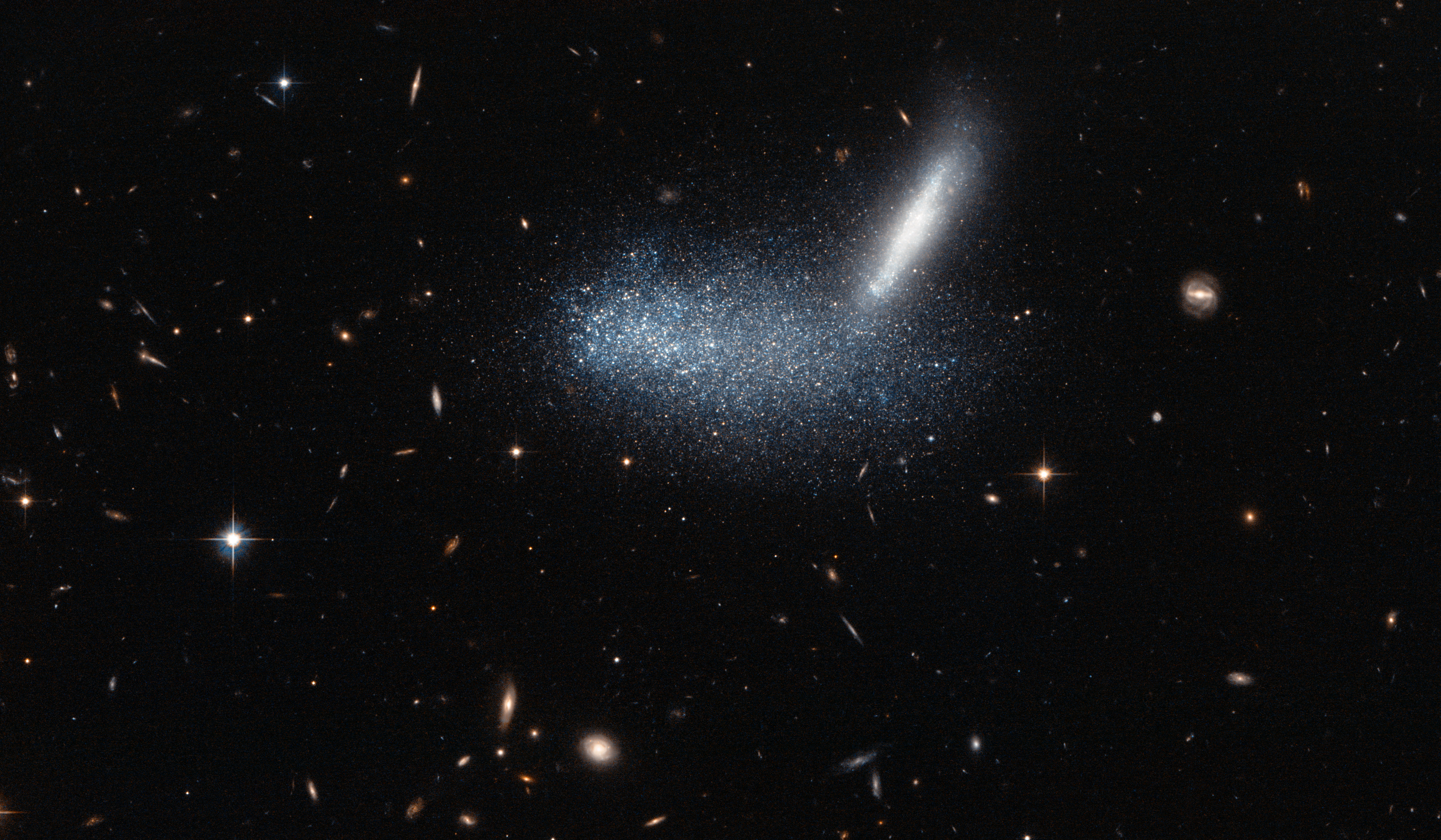
왜소불규칙은하 LEDA 16389와 그 이웃 은하 APMBGC 252+125-117.

## 같이 보기
- 왜소은하
- 왜소타원은하
- 특이은하
- 은하의 형태 분류
- LEDA 677373